# Castle Rising (plaats)
Castle Rising is een civil parish in het bestuurlijke gebied King's Lynn en West Norfolk, in het Engelse graafschap Norfolk met 216 inwoners.